# Poljud

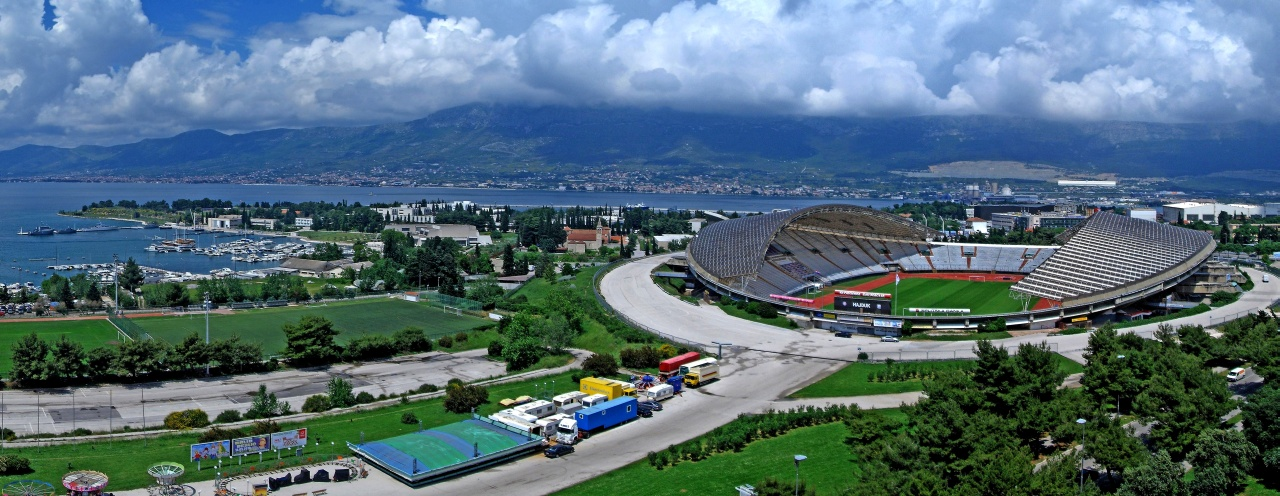
Poljud med Poljudstadion

Poljud är en stadsdel i Split, Kroatien. Stadsdelens namn härstammar från latinets palus (plural paludis), 'träsk'. I stadsdelen ligger Poljudstadion som är hemmaarena för fotbollslaget HNK Hajduk Split. 